# Watsonia borbonica
Watsonia borbonica är en irisväxtart som först beskrevs av Pierre André Pourret de Figeac, och fick sitt nu gällande namn av Peter Goldblatt. Watsonia borbonica ingår i släktet Watsonia och familjen irisväxter.

## Underarter
Arten delas in i följande underarter:
- W. b. ardernei
- W. b. borbonica

## Bildgalleri

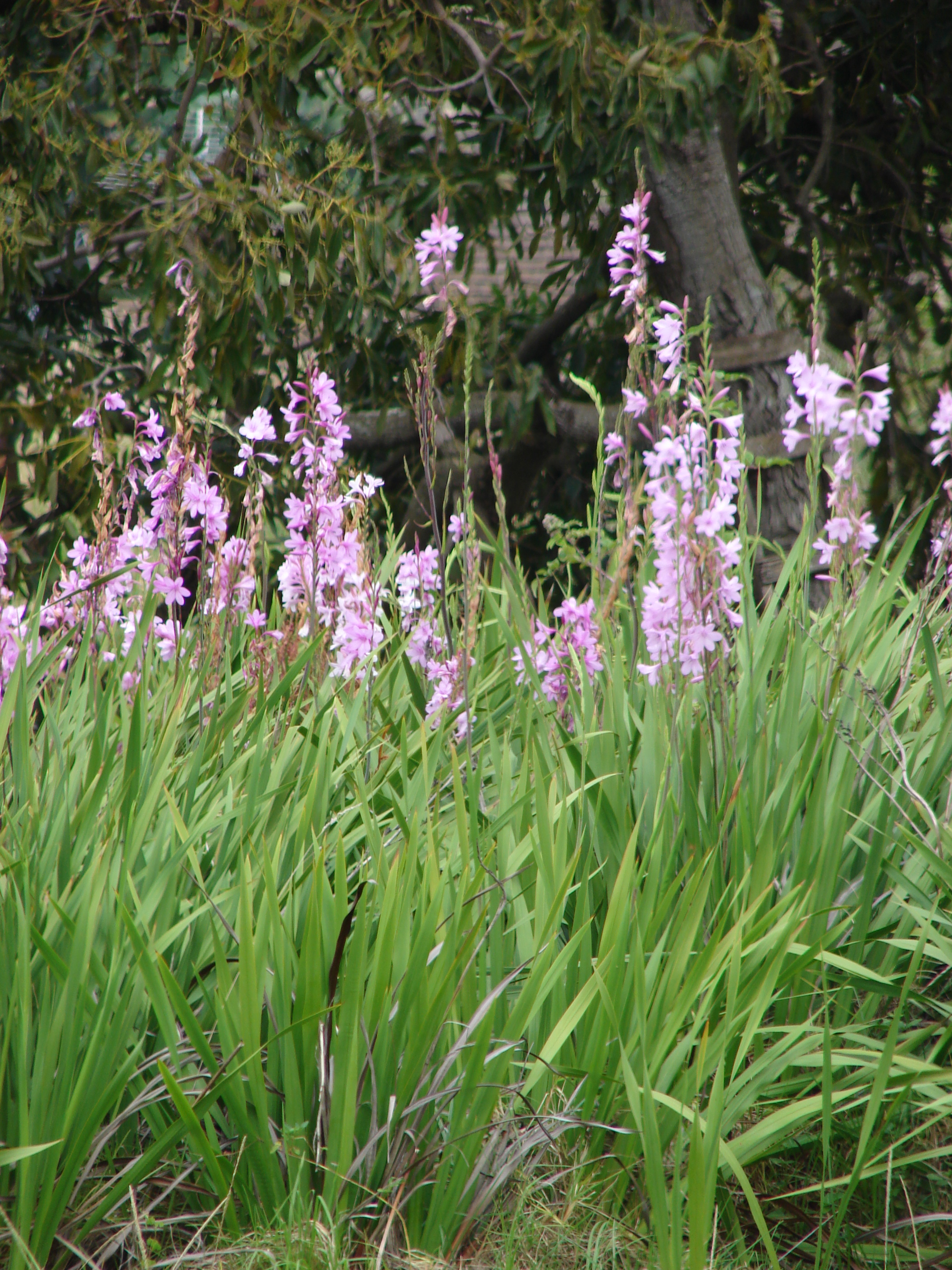
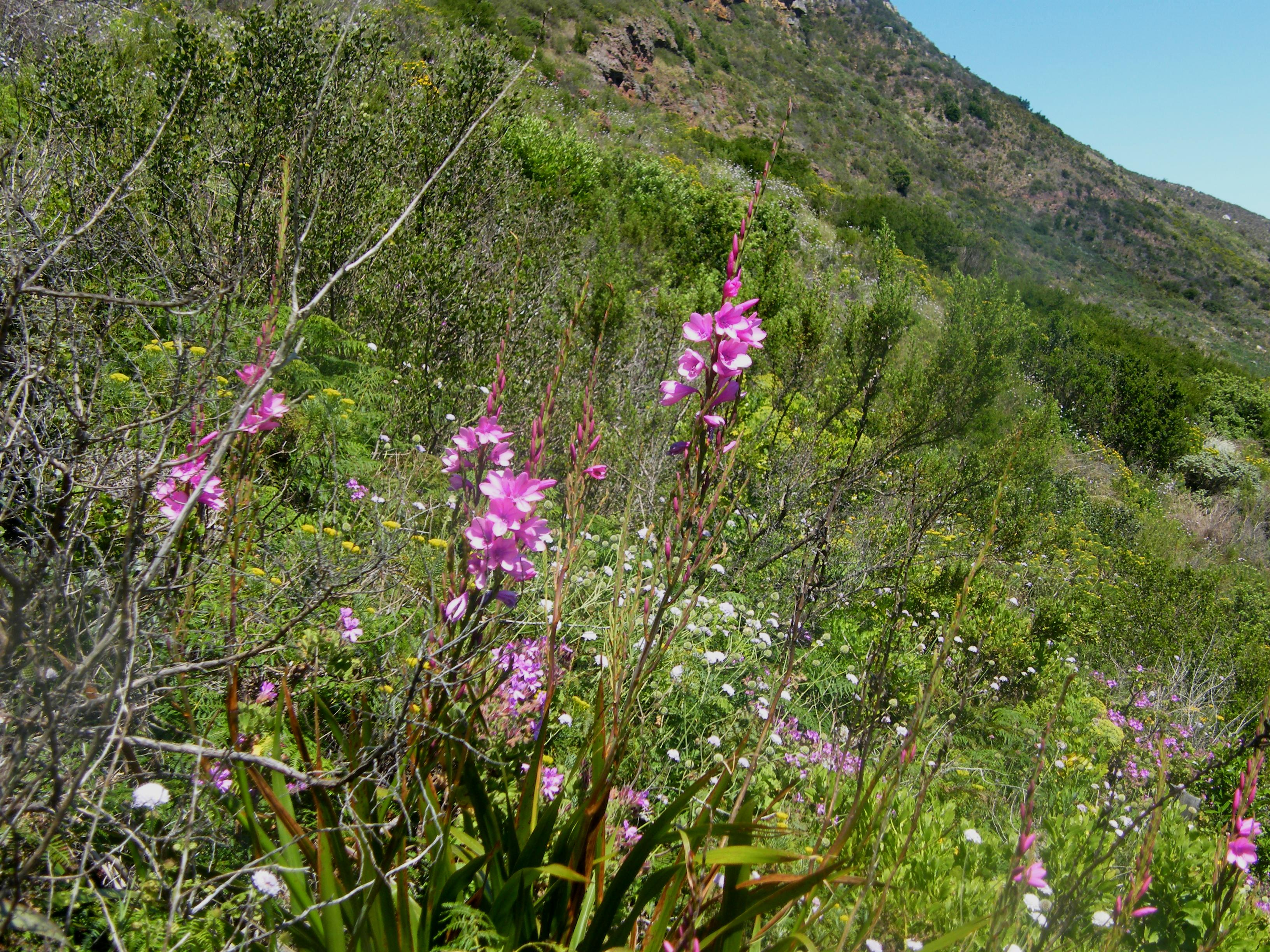
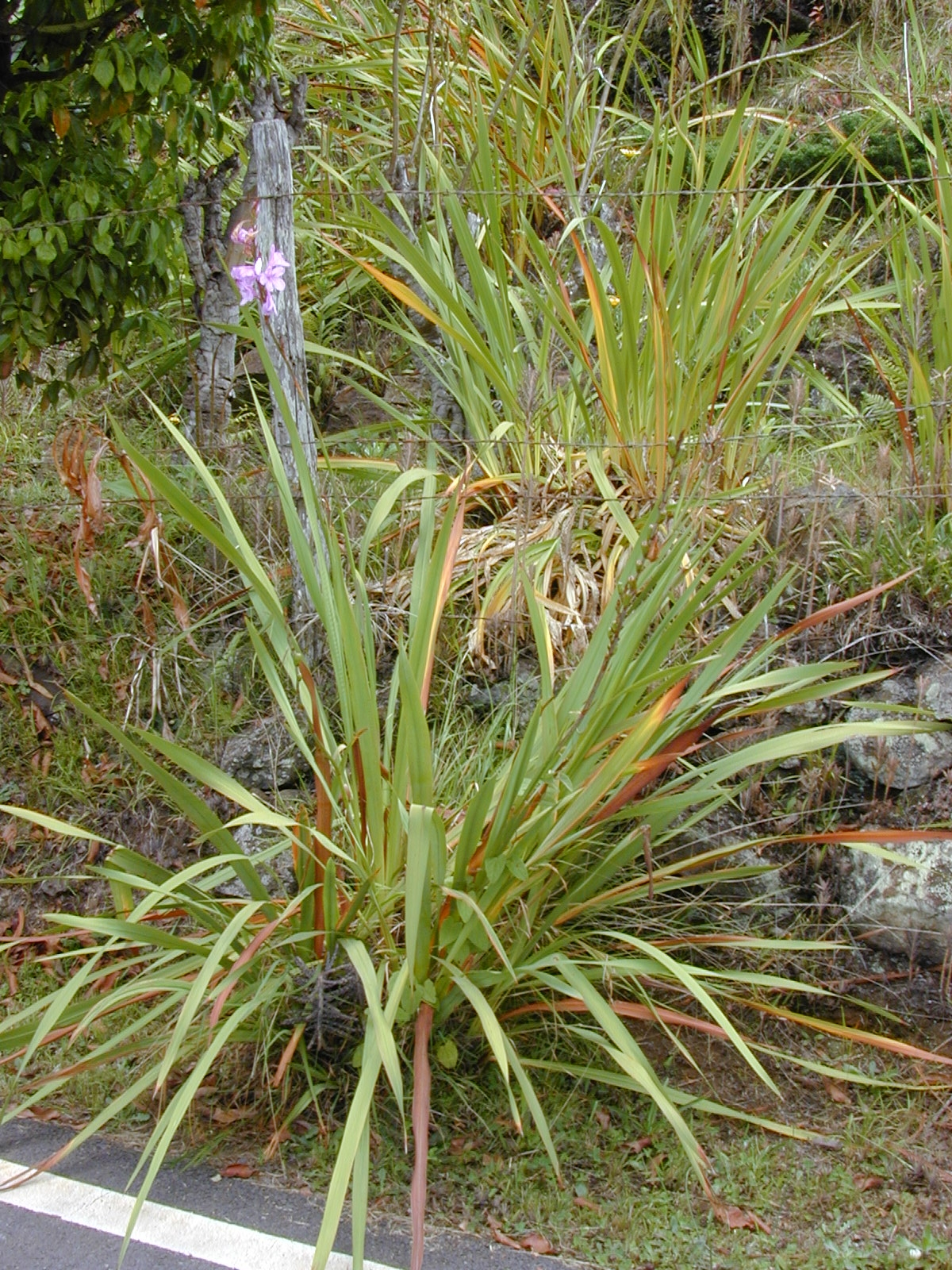
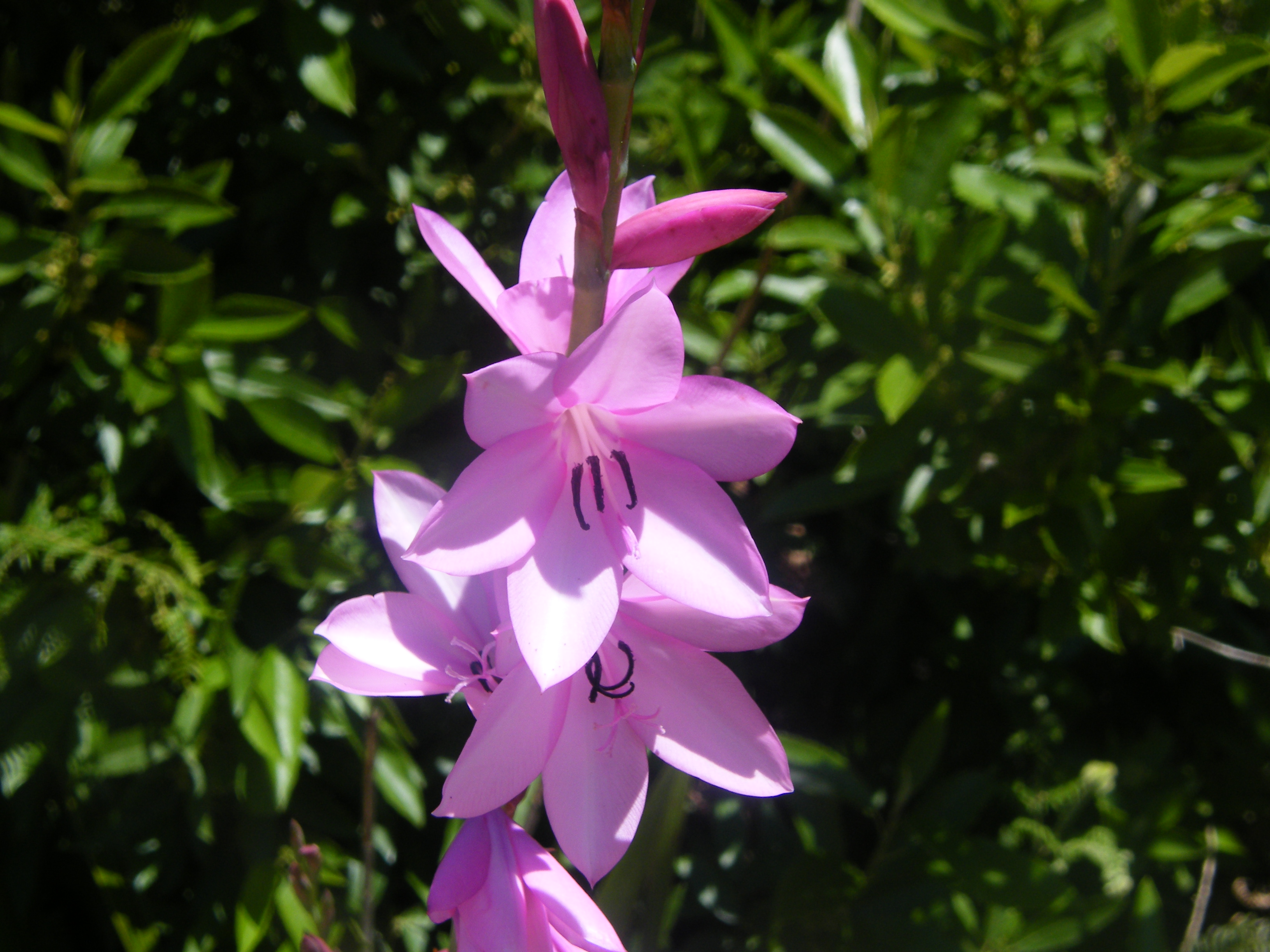
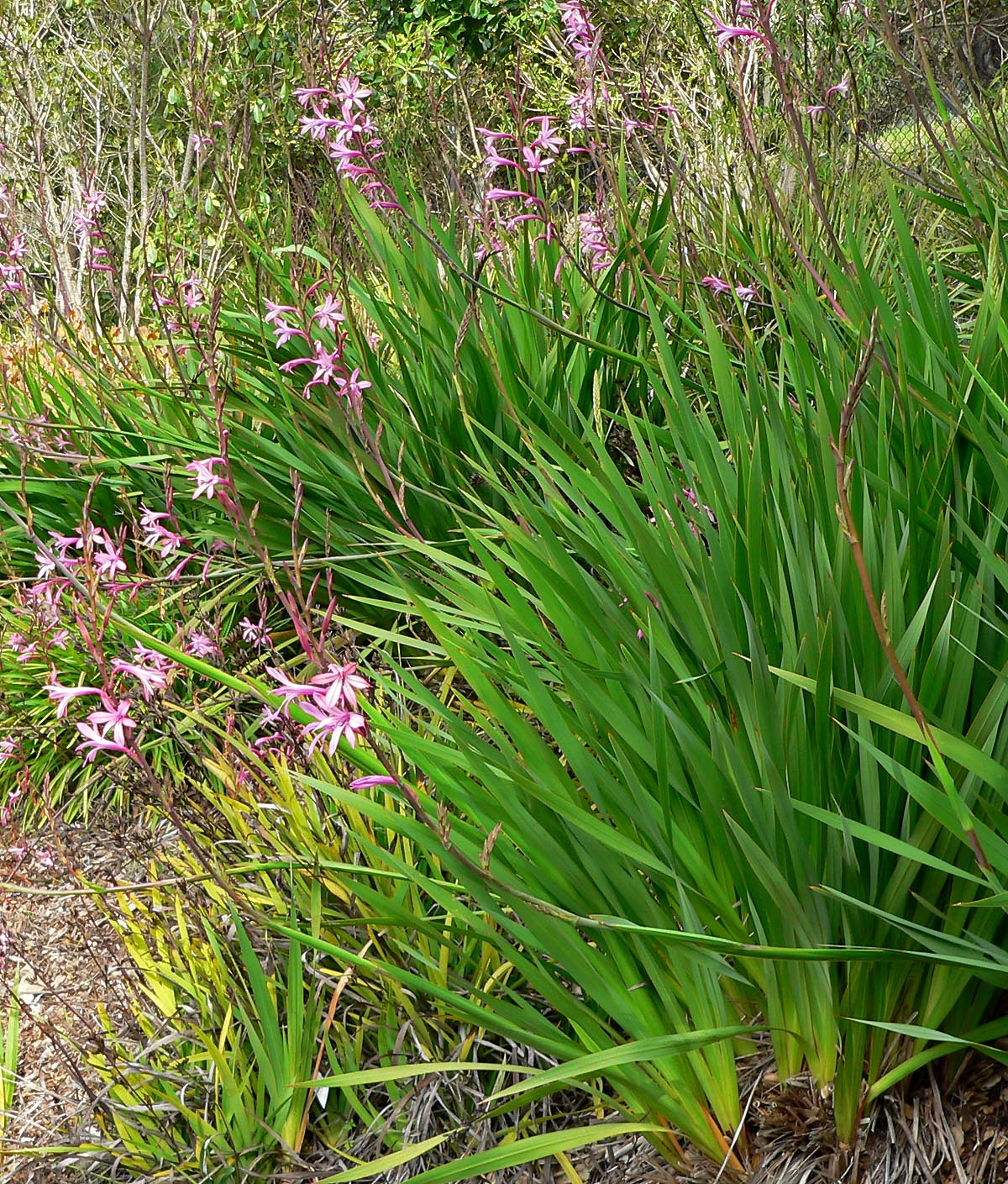
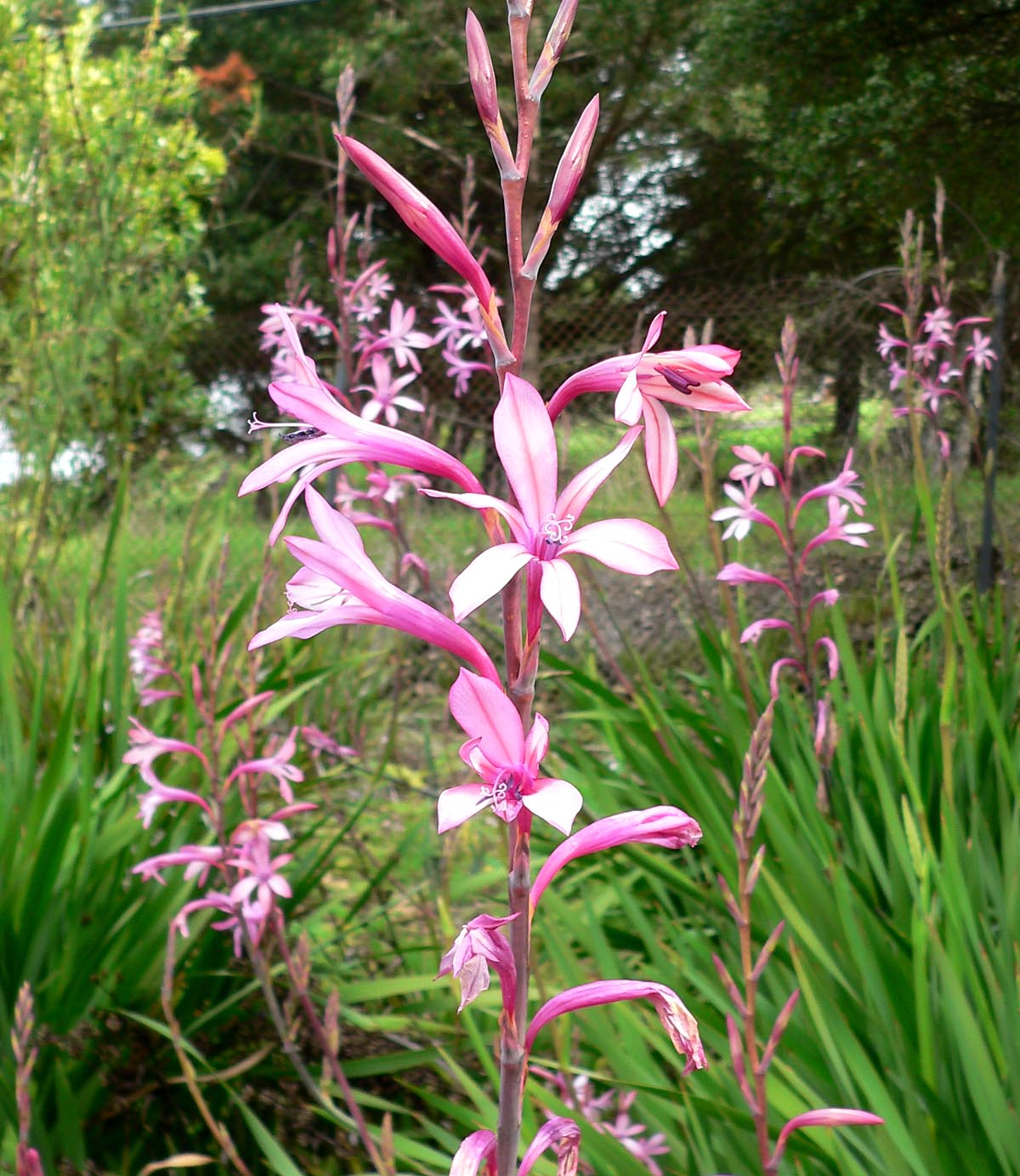